# 侦探伽利略
《偵探伽利略》是日本作家東野圭吾的短篇推理小說集，也是「伽利略系列」的第一本小說。1998年5月30日於文藝春秋出版，2002年發行文春文庫版。
拍攝成福山雅治與柴咲幸主演的電視連續劇後，發行數達約280萬冊。原作者東野圭吾是理科出身，他表示「這是他按自己喜歡的方式創作的狂熱作品」。

## 故事簡介
※關於湯川學、草薙俊平等人物請參看「伽利略系列－登場人物」。

### 第一章
- 副標題：燃燒（燃える）

一名少年的頭部突然起火燃燒，身旁不知從何而來的汽油也燒起來，在場的一黟人或死或傷。倖存的年輕人目擊了整個過程，他証明死者是由後腦開始燃燒的。為了驗證傳媒的等離子體的傳言，草薙拜訪他大學同期的朋友湯川學。湯川和草薙再次前往現場，在那裡遇見一名女孩。那名女孩稱在案件當天看見紅色的線。這番說話使湯川對案件產生興趣，並將目光集中在附近一間工廠裡。

### 第二章
- 副標題：轉印（転写る）

草薙出席外甥女的中學文化祭時發現了奇怪的東西，那是在一個叫做「奇怪物品展覽館」的陳列品中展覽的用石膏製作的死亡面具。這時一名女性發現這個面具跟她在夏天失踪的哥哥非常相像。製造面具的學生表示他們是在自然公園的某個水池裡找到一個鋁製的面具，然後以此為模具用石膏製造的。
不久後，在同一個水池裡發現了死亡面具的主人的男性屍體，死因是他殺。警方認為鋁製面具是池中廢棄鋁片轉印死者面容而成，但對形成原因卻毫無頭緒。這時草薙再次拜訪解決人體自燃案件的朋友湯川。湯川親自去到池邊調查，認為是某種自然現象令這個面具產生的。另一方面，案件的嫌疑人在被害者失踪的日子裡卻有海外旅行的不在場證明。

### 第三章
- 副標題：壞死（壊死る）

超市店主浸泡在浴池裡的屍體被其兒子發現。屍體的胸口有著奇怪的瘀傷，解剖結果顯示瘀傷部位的細胞完全壞死。死者沒被檢驗出曾服食藥物，另外觸電死亡也不會造成瘀傷，因此不能確定死因，搜查一課也不能展開調查。苦無對策的草薙再次求助於湯川，兩人於是前往死者常去的俱樂部，將目光聚焦在死者經常光顧的女公關身上。

### 第四章
- 副標題：爆炸（爆ぜる）

在三鷹的公寓裡，有人發現了一具被擊殺的男性屍體。負責偵查此案的草薙在死者公寓裡找到一張位於帝都大學理工學部旁邊的停車場的照片，於是造訪第十三研究室。這時湯川正和學生議論一周前在湘南海岸發生的突然冒出的火柱將正在游泳的女人炸死的案件。關於該案，轄區的神奈川縣警也不清楚原因，令調查陷入泥沼。
另一方面，草薙得知被殺男人於8月30日曾去過大學找過教授的車，此外死者一個月前突然辭職，但從大學的人那裡得不到有力的證據。正當搜查遇上困難時，草薙在死者屋裡發現了一張海岸邊的咖啡店的收據，而收據顯示日期正是女人被火柱炸死的那天。而且調查這個女人的背景時，草薙發現兩宗案件之間其實有關聯。這時湯川也來到海邊，打算找尋爆炸的真相。但是案件還沒完結，還會有另一場爆炸，威脅到另一個人的性命。

### 第五章
- 副標題：脫離（離脱る）

7月25日，一個女人被勒死在公寓的一間屋子裡。前往取證的草薙在現場發現一張名片，於是向在死者被害的22日當天曾到訪過死者家裡的男人問話。該男人承認他希望和死者交往，且約好在案發前一日(21日)見面，然後案發當日他因為身體不舒服而將車停在河邊休息。但死者的鄰居證實案發當日那個男人的車子曾停在家門口。男人雖聲稱自己當日有不在場證明，但因為自己所在的地方不起眼且沒有證人，所以無法自證。這時搜查一課收到一封信，寄信人表示他的兒子通過「靈魂出竅」看到了男人的車停在河邊。雖然搜查一課對此嗤之以鼻，但信裡附帶的男孩的畫卻畫有和男人相同型號的車。
寄信人稱其子在案發當天因發燒而在房裡休息，突然感到精神脫離身體輕飄飄地浮起，然後將窗外的景色畫成了圖畫。究竟是否真的有「靈魂出竅」呢？搜查一課陷入混亂之中，不得已草薙只好再去求助於湯川。

## 登場人物
第一章
- 前島 一之（Maejima Kazuyuki）

在町工廠·時田製作所工作的人員。是個啞巴，喜歡讀書和音樂。
- 金森 龍男（Kanemori Tatsuo）

前島的好友，住在同一座公寓。非常討厭大聲喧嘩並隨地扔垃圾的少年們。
- 山下 良介（Yamashita Ryousuke）

案件的受害者。
- 向井 和彥（Mukai Kazuhiko）

和山下一起在現場喧嘩的少年。案件發生時有吸煙，但他聲稱並非自己點火。
第二章
- 柿本 進一（Kakimoto Shinichi）

事件的死者，牙醫。
- 柿本 昌代（Kakimoto Masayo）

進一的妻子。
- 柿本 良子（Kakimoto Ryouko）

進一的妹妹，在保險公司工作。
- 小野田 宏美（Onoda Hiromi）

良子學生時代的朋友，中學音樂老師。最早發現死亡面具酷似進一的相貌。
- 山邊 昭彥（Yamabe Akihiko）、藤本 孝夫（Fujimoto Takao）

中學生。在池邊發現鋁製的面具，以此為模具製作死亡面具。
- 笹岡 寬久（Sasaoka Hirohisa）

在電腦批發的公司任職。曾勸被害者和他合夥買馬。
第三章
- 內藤 聰美（Naitou Satomi）

晚上在俱樂部「離奇」兼職的女公關，白天則是在東西電機埼玉工場擔任事務。高中畢業後從新潟來到東京，但因為買名牌服裝買到信用卡快要破產，所以向死者借取大量現金。
- 田上 昇一（Tagami Shouichi）

聰美在夜總會的同事，知道她夜晚的另一面。迷戀聰美，打算和她一起回新潟結婚。是個會為了聰美什麼都幹的人，一直保管著這次殺人所使用的某樣物品。
- 高崎 邦夫（Takasaki Kunio）

死者。超市店主，白手起家至擁有一家超市。非常吝嗇，給家裡的錢很少，但用在聰美身上的錢卻毫不吝惜。因此招到了多方的記恨。
- 高崎 紀之（Takasaki Noriyuki）

邦夫的兒子，第一個發現屍體的人。對父親心懷怨恨，發現父親屍體時也只是想到「夢寐以求的好事終於實現了」。
- 河合 亞佐美（Kawai Asami）

俱樂部裡比聰美兼職時間要長的女公關，聰美夜晚的工作搭檔。養了一隻俄羅斯藍貓。
- 橋本 妙子（Hashimoto Taeko）

聰美白天的工作搭檔。多少知道一些聰美的傳聞，但並不知道她在做女公關。
第四章
- 藤川 雄一（Fujikawa Yuuichi）

在公寓裡被殺的死者，帝都大學理工學部能源工學院出身。在7月辭掉了「仁科技術」的工作。曾治理研究熱工學，但在4月調整了工作崗位。
- 松田 武久（Matsuda Takehisa）

帝都大學理工學部能源工學院出身，第五研究室助手。和湯川同期。以前曾受藤川協助研究。
- 梅里 律子（Umezato Ritsuko）

湘南海岸發生的火柱爆炸事件的死者。
- 梅里 尚彦（Umezato Naohiko）

律子的丈夫，公司職員。
- 横森（Yokomori）

帝都大學理工學部能源工學院第五研究室教授。「仁科技術」的技術顧問，推薦藤川入公司。
- 木島 文夫（Kijima Fumio）

帝都大學理工學部教授。身為理工學部的領袖，好學的學生都想接受他的指導。藤川曾因錯過提交課程申請時限而向木島求情，但木島沒有答應。
第五章
- 栗田 信彥（Kurita Nobuhiko）

保險公司的推銷員，案件的嫌疑人，性格膽小。
- 長塚 多惠子（Nagatsuka Taeko）

本案死者，由上司介紹和栗田相親，結果談不成。但栗田似乎對她依然念念不忘。
- 上村 宏（Kamimura Hiroshi）

自由撰稿人。和妻子離婚，和兒子一起生活。打算將兒子靈魂出竅的經歷向媒體發表。
- 上村 忠廣（Kamimura Tadahiro）

上村的兒子，「靈魂出竅」的主角。天生體弱多病，擅長繪畫。
- 竹田 幸惠（Takeda Yukie）

忠廣同學的母親，經營麵包店。丈夫意外死亡，和孩子兩人相依為命。

## 出版書籍
| 出版社     | 出版日期       | 格式   | 頁數  | ISBN                   | 譯者         |
| ---------- | -------------- | ------ | ----- | ---------------------- | ------------ |
| 文藝春秋   | 1998-05-30     | 單行本 | 293頁 | ISBN 978-4-16-317720-5 | 不適用       |
| 文藝春秋   | 2002-02-10     | 文庫本 | 330頁 | ISBN 978-4-16-711007-9 | 不適用       |
| 商周出版社 | 2005-03-14     | 平裝書 | 304頁 | ISBN 978-986-124-353-5 | 張麗嫺       |
| 獨步文化   | 2006-10-04     | 平裝書 | 288頁 | ISBN 978-986-695-432-0 | 張麗嫺       |
| 南海出版社 | 2008-05        | 平裝書 | 265頁 | ISBN 978-780-700148-5  | 趙博、戴璐璐 |
| 大韩民国   | 2008-06-10     | 平裝書 | 352頁 | ISBN 978-899-098227-8  |              |
| 獨步文化   | 2009年12月15日 | 新裝版 | 248頁 | ISBN 978-986-695-432-0 | 張麗嫻       |
| 泰国       | 2010年9月      | 平裝書 | 241頁 | ISBN 978-974-475-344-1 |              |

## 評論
- 我一直都想運用自己掌握的理科知識寫一部小說，這個想法在這本書中實現了。
- 該書提到的科學知識都是已經存在的，不過一般人可能接觸比較少。
- 學文科的人可能有很多地方都不明白，而就算是學理科的可能也不太瞭解自己專業之外的知識。即便如此，我還是希望大家能從這本書中獲得樂趣。
- 書裡說的那些在理論上都可行，而在實踐上是否可行我沒有驗證過。這也是理所當然的，因為要驗證的話就必須得殺人。

## 電視劇
改編自本小說的電視劇《神探伽利略》於2007年播出。